# Ogdoecosta
Ogdoecosta là một chi bọ cánh cứng trong họ Chrysomelidae.
Chi này được miêu tả khoa học năm 1909 bởi Spaeth.

## Các loài
Chi này gồm các loài:
- Ogdoecosta juvenca (Boheman, 1854)